# Vienna (Dakota del Sud)
Vienna és una població dels Estats Units a l'estat de Dakota del Sud. Segons el cens del 2000 tenia 78 habitants.

## Demografia
Segons el cens del 2000, Vienna tenia 78 habitants, 28 habitatges, i 16 famílies. La densitat de població era de 35,9 habitants per km².
Dels 28 habitatges en un 39,3% hi vivien nens de menys de 18 anys, en un 53,6% hi vivien parelles casades, en un 7,1% dones solteres, i en un 39,3% no eren unitats familiars. En el 35,7% dels habitatges hi vivien persones soles el 21,4% de les quals corresponia a persones de 65 anys o més que vivien soles. El nombre mitjà de persones vivint en cada habitatge era de 2,79 i el nombre mitjà de persones que vivien en cada família era de 3,82.
Per edats la població es repartia de la següent manera: un 41% tenia menys de 18 anys, un 3,8% entre 18 i 24, un 25,6% entre 25 i 44, un 11,5% de 45 a 60 i un 17,9% 65 anys o més.
L'edat mediana era de 30 anys. Per cada 100 dones de 18 o més anys hi havia 91,7 homes.
La renda mediana per habitatge era de 16.875 $ i la renda mediana per família de 25.625 $. Els homes tenien una renda mediana de 28.750 $ mentre que les dones 18.750 $. La renda per capita de la població era de 5.244 $. Entorn de l'11,1% de les famílies i el 14,3% de la població estaven per davall del llindar de pobresa.

## Poblacions més properes
El següent diagrama mostra les poblacions més properes.